# Gare de Klotildliget
La gare de Klotildliget (en hongrois : Klotildliget vasútállomás) est une halte ferroviaire hongroise, située à Piliscsaba.